# Hans Otfried von Linstow
Hans Otfried von Linstow (né le 16 mars 1899 à Wittemberg, mort le 30 août 1944 à Berlin) est un officier allemand, membre du complot du 20 juillet 1944.

## Biographie
Hans Otfried von Linstow (de) est soldat de la Reichswehr lors de la Première Guerre mondiale. En avril 1925, il est fait oberleutnant.
Pendant la Seconde Guerre mondiale, il est officier de l'état-major dans différentes unités, telles que la 15e division d'infanterie en 1939 et le 10e corps d'armée en 1940. En 1941, il sert dans le 9e corps d'armée en Russie et en 1942, le Generalkommando VII à Munich.
En avril 1944, il est transféré à Paris en tant que successeur de Karl-Richard Kossmann (en) comme chef d'état-major du commandement militaire en France. Il fait la connaissance de Carl-Heinrich von Stülpnagel, figure importante de l'opposition militaire au régime. Stülpnagel l'implique dans le complot du 20 juillet 1944.
Après l'échec, Linstow est arrêté le 23 juillet. Le 24 août, il est dégradé par le Tribunal d'honneur de l'armée et évite ainsi la Reichskriegsgericht. Cinq jours plus tard, il est condamné à mort par le Volksgerichtshof et pendu le jour même.

## Récompenses
- Croix de fer de 1re classe
- Croix de l'Ordre de Hohenzollern